# Oliver E. Buckley Condensed Matter Prize
Der Oliver E. Buckley Condensed Matter Prize ist ein jährlich von der American Physical Society vergebender Preis in Festkörperphysik (Physik der kondensierten Materie). Der Preis wurde 1952 von den Bell Laboratories gestiftet, deren Präsident Oliver E. Buckley war, und ist mit 20.000 US-Dollar dotiert (Stand 2023).

## Preisträger
- 1953 William B. Shockley
- 1954 John Bardeen
- 1955 LeRoy Apker
- 1956 Clifford Shull
- 1957 Charles Kittel
- 1958 Nicolaas Bloembergen
- 1959 Conyers Herring
- 1960 Benjamin Lax
- 1961 Walter Kohn
- 1962 Bertram Brockhouse
- 1963 William Fairbank Sr.
- 1964 Philip Warren Anderson
- 1965 Ivar Giaever
- 1966 Theodore Maiman
- 1967 Harry G. Drickamer
- 1968 John Robert Schrieffer
- 1969 John Hopfield, David Gilbert Thomas
- 1970 Theodore Geballe, Bernd Matthias
- 1971 Erwin Hahn
- 1972 James C. Phillips
- 1973 Gen Shirane
- 1974 Michael Tinkham
- 1975 Albert Overhauser
- 1976 George Feher
- 1977 Leo Kadanoff
- 1978 George D. Watkins
- 1979 Marvin Cohen
- 1980 Dean E. Eastman, William E. Spicer
- 1981 David M. Lee, Robert C. Richardson, Douglas D. Osheroff
- 1982 Bertrand Halperin
- 1983 Alan J. Heeger
- 1984 Daniel Chee Tsui, Horst Ludwig Störmer, Arthur Gossard
- 1985 Robert Otto Pohl
- 1986 Robert B. Laughlin
- 1987 Robert J. Birgeneau
- 1988 Frank F. Fang, Alan B. Fowler, Phillip J. Stiles
- 1989 Hellmut Fritzsche
- 1990 David Edwards
- 1991 Patrick A. Lee
- 1992 Richard A. Webb
- 1993 F. Duncan M. Haldane
- 1994 Aron Pinczuk
- 1995 Rolf Landauer für die Entwicklung des Zugangs über Streutheorie zur Analyse und Modellierung von elektronischem Transport.
- 1996 Charles P. Slichter für originelle und kreative Anwendung von Magnetresonanz-Techniken zur Aufklärung der mikroskopischen Eigenschaft von Festkörpersystemen und speziell Supraleitern.
- 1997 James S. Langer für Beiträge zur Theorie der Kinetik von Phasenübergängen und speziell deren Anwendung bei Keimbildung und dentritischem Wachstum.
- 1998 Dale J. Van Harlingen, Donald Ginsberg, John R. Kirtley, Chang C. Tsuei für phasensensitive Experimente zur Aufklärung der orbitalen Symmetrie der Paar-Wellenfunktion in Hochtemperatursupraleitern.
- 1999 Sidney Nagel für Studien zu ungeordneten Systemen, die von Gläsern bis zu granularer Materie reichen
- 2000 Gerald J. Dolan, Theodore A. Fulton, Marc A. Kastner für Pionierleistungen zu Einelektroneneffekten in mesoskopischen Systemen
- 2001 Alan Luther, Victor Emery für fundamentale Beiträge zur Theorie wechselwirkender Elektronen in eindimensionalen Festkörpern
- 2002 Jainendra Jain, Nicholas Read, Robert Willett für theoretische und experimentelle Arbeiten die das Modell zusammengesetzter Fermionen (Composite Fermion Model) für halbgefüllte Landauzustände und andere Quanten-Hall-Systeme stützten.
- 2003 Boris Altshuler für fundamentale Beiträge zum Verständnis der Quantenmechanik von Elektronen in Zufallspotentialen und eingeschränkten Geometrien, einschließlich Pionierarbeiten zum Zusammenspiel von Wechselwirkungen und Unordnung.
- 2004 Tom C. Lubensky, David Nelson für entscheidende Beiträge zur theoretischen Festkörperphysik einschließlich der Vorhersage und Aufklärung der Eigenschaften neuer, teilweise geordneter Phasen komplexer Materialien.
- 2005 David Awschalom, Myriam Sarachik, Gabriel Aeppli für fundamentale Beiträge zur experimentellen Untersuchung der Quantenspindynamik und Spin-Kohärenz in der Festkörperphysik.
- 2006 Noel A. Clark, Robert B. Meyer, für grundlegende theoretische und experimentelle Studien zu Flüssigkristallen, insbesondere deren ferroelektrische und chirale Eigenschaften.
- 2007 James P. Eisenstein, Steven M. Girvin, Allan H. MacDonald für grundlegende experimentelle und theoretische Forschung zu korrelierten Vielelektronensystemen in niedrigen Dimensionen.
- 2008 Mildred Dresselhaus für Pionierleistungen im Verständnis der elektronischen Eigenschaften von Festkörpern, insbesondere neuer Formen von Kohlenstoff.
- 2009 Jagadeesh Moodera, Paul Tedrow, Robert Meservey, Terunobu Miyazaki für Pionierarbeiten auf dem Gebiet des spinabhängigen Tunnelns und dessen Anwendung in der Magnetelektronik.
- 2010 Alan Mackay, Dov Levine, Paul Steinhardt für Pionierarbeiten zu Quasikristallen.
- 2011 Juan Carlos Campuzano, Peter Johnson, Zhi-Xun Shen, für Innovationen in winkelaufgelöster Photoemissions-Spektroskopie, die das Verständnis von Hochtemperatursupraleitern beförderten und das Studium stark-korrelierter elektronischer Festkörpersysteme transformierten
- 2012 Charles L. Kane, Laurens W. Molenkamp, Shoucheng Zhang für die theoretische Vorhersage und experimentelle Bestätigung des Quanten-Spin-Halleffekts, womit sie das Forschungsgebiet topologischer Isolatoren begründeten.
- 2013 John Slonczewski, Luc Berger für die Vorhersage von Spin-Transfer-Momenten und die Begründung des Gebiets der Strom-induzierten Kontrolle über magnetische Nanostrukturen[2]
- 2014 Philip Kim für seine Entdeckungen ungewöhnlicher elektronischer Eigenschaften von Graphen
- 2015 Allen Goldman, Arthur Hebard, Aharon Kapitulnik und Matthew P. A. Fisher für ihre Entdeckung und bahnbrechende Erforschung der superconductor-insulator transition, eines Paradigmas für den Quantenphasenübergang
- 2016 Eli Yablonovitch für grundlegende Errungenschaften bei Solarzellen und Quantentopflasern (strained quantum well laser) und speziell für die Schaffung des Forschungsgebiets Photonische Kristalle, so dass er sowohl Grundlagenforschung als auch praktische Anwendungen verfolgte.
- 2017 Alexei Kitaev, Xiao-Gang Wen für Theorien topologischer Ordnung und ihre Folgerungen in einer breiten Spanne physikalischer Systeme.
- 2018 Paul Michael Chaikin für Pionierbeiträge, die neue Richtungen im Gebiet weicher kondensierter Materie eröffneten mit Hilfe innovativer Untersuchungen über Kolloide, Polymere und Packung.
- 2019 Alexei L. Efros, Boris I. Shklovskii, Elihu Abrahams für Pionierforschung zur Physik ungeordneter Materialien und Hopping-Leitfähigkeit.
- 2020 Pablo Jarillo-Herrero für die Entdeckung von Supraleitung in getwistetem Doppelschicht-Graphen.
- 2021 Moty Heiblum für Entdeckungen, ermöglicht durch geniale experimentelle Methoden, zu neuartigen quantenelektronischen Phänomenen in mesoskopischen und Quanten-Hall-Systemen, einschließlich Beobachtung und Interpretation von Ein- und Zweielektroneninterferenz, Ladungs-Fraktionalisierung und quantisierte Wärmeleitung in gebrochenzahligen Quanten-Hall-Zuständen.
- 2022 Emmanuel I. Rashba, Gene Dresselhaus für Pionierforschung zur Spin-Bahn-Kopplung in Kristallen und speziell die grundlegende Entdeckung chiraler Spin-Bahn-Wechselwirkungen, die neue Entwicklungen bei Spin-Transport und topologischen Materialien ermöglichen.
- 2023 Ali Yazdani, J. C. Séamus Davis für innovative Anwendungen der Rastertunnelmikroskopie und -spektroskopie auf komplexe Quantenzustände der Materie.
- 2024 Ashvin Vishwanath, Qikun Xue for groundbreaking theoretical and experimental studies on the collective electronic properties of materials that reflect topological aspects of their band structure.
- 2025 Steven A. Kivelson for broad and insightful theoretical contributions that have significantly advanced the understanding of correlated quantum systems.